# Kostel svatého Václava (Chvojínek)
Kostel svatého Václava ve vesnici Chvojínek, části města Neveklova v okrese Benešov je raně gotický kostelík, který je zapsán jako kulturní památka České repuvliky..

## Stavba
Byl postaven roku 1262 na návrší nad vsí v raně gotickém slohu. Na jeho výstavbě se podílela pravděpodobně královská huť, působící v Písku a na Zvíkově. Kostel je orientován na jihovýchod a vchází se do něj předsíní na severní straně kostela. Při jižním boku kostela je sakristie.

## Vybavení
Hlavní oltář z konce 17. století s vyobrazením sv. Václava ve zbroji a s dlouhým pláštěm mezi dvěma anděly. Ten byl při vystěhování Neveklovska pro výcvikový prostor Waffen-SS odvezen, ale poté už nebyl znovu postaven a nahradil ho menší barokní oltářík s iluzivním mramorováním.
Na zděné kruchtě se nacházejí čtyřrejstříkové varhany z roku 1868 od Karla Vocelky, které byly roku 1910 opraveny Čeňkem Skopkem. Později byly opravené ještě v polovině devadesátých let dvacátého století.
V kostele se v roce 1911 nacházely dva zvony. První 0,5 m vysoký o průměru 0,61 m z druhé poloviny 15. století. Druhý z roku 1850 od Karla Bellmanna.
Malý lustr i malý obraz svatého Václava pochází z kostela sester Boromejek z Prahy-Malé Strany.

## Galerie

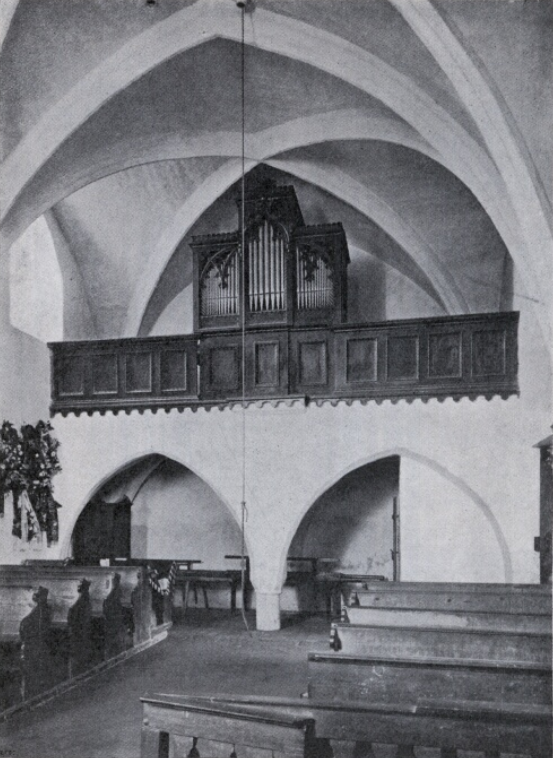
Kruchta, klenba a varhany
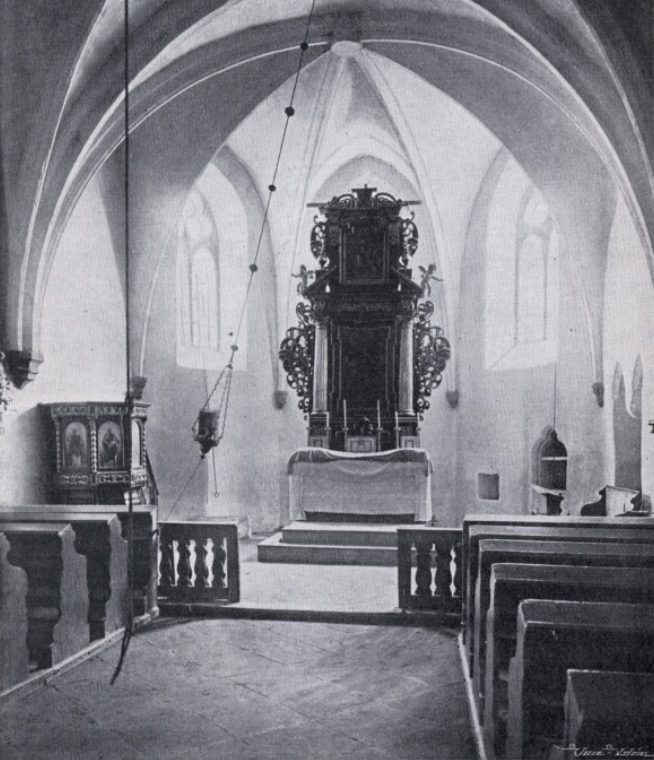
Presbytář
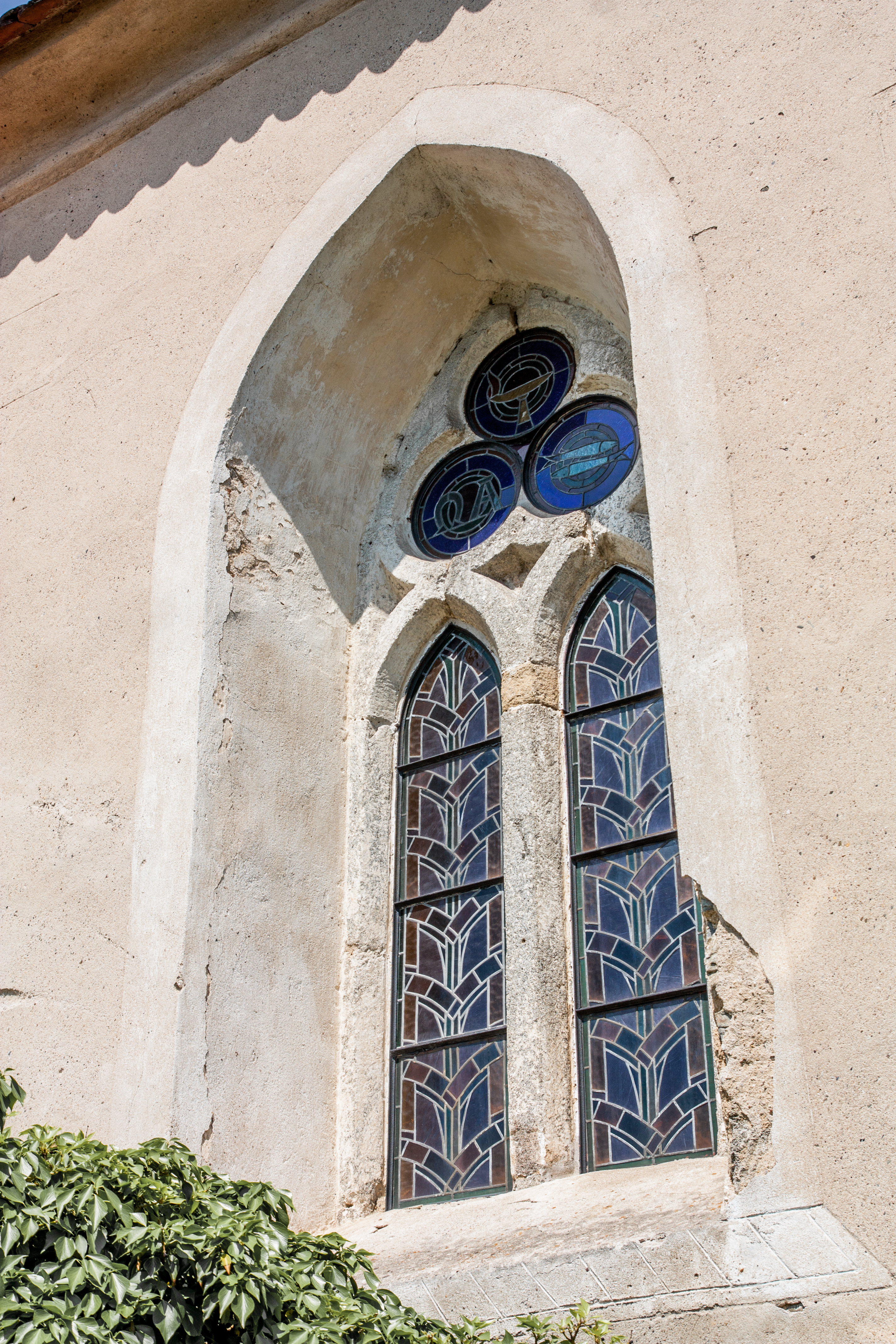
Gotické okno s kružbami
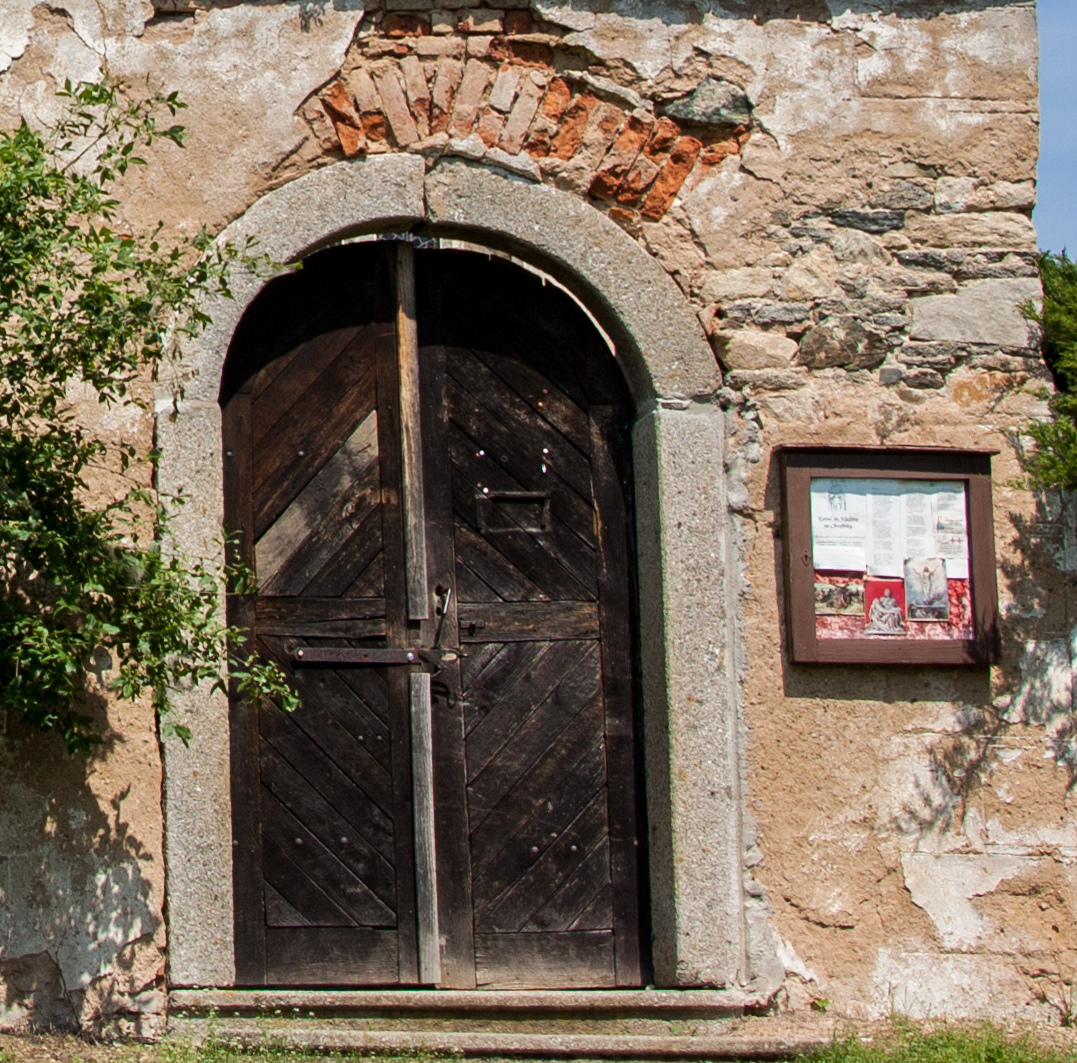
Vstupní portálek